# 7423-as mellékút (Magyarország)
A 7423-as számú mellékút egy közel 17 kilométer hosszú, négy számjegyű országos közút Magyarország délnyugati határszélén, nagyobbrészt Zala vármegye, kisebb részben Vas vármegye területén.

## Nyomvonala
A 7416-os útból ágazik ki, annak 10,850-es kilométerszelvényénél, a Zala vármegyei Csesztreg központjának déli részén, délnyugat felé. Nem sokkal ezután kiér a település házai közül, és nyugatabbi irányt vesz. 3,2 kilométer után keresztezi a Nagy-völgyi-patak folyását és egyben átlép Nemesnép területére. A 4,100-as kilométerszelvénye táján éri el a falu házait, onnantól a belterület északi szélén halad, Kossuth Lajos utca néven. Pár száz méter után újra külterületi részre ér, a 7421-es út már így torkollik bele, a 4,750-es kilométerszelvényénél, 4,5 kilométer megtétele után.
Kevéssel 5. kilométere után Márokföld területére ér az út, a község házait 5,7 kilométer megtétele után éri el, itt is Kossuth Lajos nevét viseli. 7. kilométere után lép ki a település lakott területéről, 7,5 kilométer után pedig Szentgyörgyvölgy területére érkezik. 8. kilométerénél már utóbbi település belterületén halad, ezúttal Kossuth Lajos utca néven, ám csak a településközpont nyugati részéig: ott, a 9,250-es kilométerszelvényénél kiágazik belőle észak felé a 7424-es út, a folytatása pedig a Vörösmarty utca nevet veszi fel.
A 10,200-as kilométerszelvénye táján már Szentgyörgyvölgy Asszonyfa nevű településrészén húzódik – ezúttal Rákóczi Ferenc utca néven –, a 11. kilométerénél pedig Csekeszer településrészt éri el. Itt, körülbelül a 11,100-as kilométerszelvényénél kiágazik belőle észak felé a 7425-ös út, kicsivel ezután pedig kiér a lakott területekről.
12. kilométere környékén éri el a megyehatárt, ott átlép Vas vármegye Körmendi járásába, Velemér területére. Ott keresztezi a Szentgyörgyvölgyi-patakot, majd 12,5 kilométer után eléri a település első házait, és ugyanott visszatorkollik bele a 7425-ös út.  Fő utca néven húzódik a település északi részének házai között, de a 13. kilométere után már ismét külterületen halad, a község beépített területe tőle délre, a patak túlsó partján terül el. A 14,150-es kilométerszelvényénél átlép Magyarszombatfa területére, ott először Gödörháza településrészen halad végig, Gödörházi utca néven, majd nem sokkal arrébb átér a település központjába, ott a Fő út nevet viseli. A 7451-es útba beletorkollva ér véget, annak 1,800-as kilométerszelvényénél, a település nyugati szélén.
Teljes hossza, az országos közutak térképes nyilvántartását szolgáló kira.gov.hu adatbázisa szerint 16,726 kilométer.

## Települések az út mentén
- Csesztreg
- Nemesnép
- Márokföld
- Szentgyörgyvölgy
- Velemér
- Magyarszombatfa

## Hídjai
Két számottevő hídja van, ezek az alábbiak.
- A 12+157-es kilométerszelvényénél a Szentgyörgyvölgyi-patak hídja Velemérnél; a háromnyílású szerkezetű monolit vasbeton lemezhíd legnagyobb nyílásköze 4,80 méter, a teljes pályafelülete 64 négyzetméter; 1941-ben épült.
- A 12+682-es kilométerszelvényénél egy időszakos vízfolyás feletti híd ugyancsak Velemérnél; az egynyílású szerkezetű monolit vasbeton lemezhíd nyílásköze 3,00 méter, a teljes pályafelülete 32 négyzetméter; 1926-ban épült.

A többi hídját nem tartják számon sem az 1945 előtt épült hidak, sem az 1945 után épült, 10 méternél hosszabb hidak között.